# Rinuccio della Rocca
Rinuccio della Rocca (Corsica, 1450 circa – aprile 1511) è stato un nobile italiano e signore feudale corso del tardo Medioevo.
Appartenente alla potente famiglia Della Rocca, fu a lungo in conflitto, alleanza e rivalità con Gian Paolo di Leca, altro grande feudatario isolano, e con la Repubblica di Genova rappresentata dal Banco di San Giorgio.

## Origini e giovinezza
Rinuccio era figlio illegittimo di Giudice della Rocca e nipote del noto Paolo della Rocca, soprannominato "conte di Corsica". Nacque intorno alla metà del XV secolo in seno alla sua potente dinastia, insediata nella parte meridionale dell'isola, nella regione nota come Banda di Fuori o Oltremonti. La famiglia apparteneva all'aristocrazia feudale corsa, insieme ai Leca, agli Ornano, agli Istria e ai Bozzi. Durante il breve periodo del dominio milanese sull’isola (1464–1478), Rinuccio si alleò con Gian Paolo di Leca, esercitando un potere de facto sulla Banda di Fuori e su parte della Banda di Dentro, approfittando della debole autorità ducale.
Con il ritorno del Banco di San Giorgio al controllo della Corsica (dal 1483), Rinuccio si allontanò dal suo precedente alleato denunciandolo ai Genovesi le sue presunte doppiezze. Per dimostrare la propria fedeltà al Banco, consegnò due sue fortezze e offrì in ostaggio moglie e figli (1487). Tuttavia, i Genovesi non si fidarono, respinsero le sue offerte e mantennero una posizione ambigua, che finì per incentivare la riconciliazione tra Rinuccio e Gian Paolo di Leca. Ne derivò una nuova coalizione feudale, suggellata dal progetto di matrimonio tra il figlio di Rinuccio e una figlia legittima del Leca. Nel 1487, temendo le sue simpatie per Genova, Gian Paolo di Leca lo attaccò, insieme ad alcune roccaforti genovesi nell’isola.

## Ascesa e fondazione del convento di Tallano
Dopo la disfatta e l’esilio del Leca, Rinuccio assunse un ruolo predominante nella feudalità corsa. Ormai al culmine del potere, fondò il convento francescano di Santa Lucia di Tallano nel 1492, in emulazione del suo ex-alleato, che aveva fondato quello di Vico.
Nel 1494, la sua sposa Serena fu ricevuta con grandi onori a Genova. Tuttavia, i rapporti si guastarono ben presto a causa dell’attaccamento di Rinuccio alla concezione feudale della proprietà, mal tollerando ogni interferenza genovese. Dopo aver concesso ospitalità a Gian Paolo di Leca, fu costretto a consegnare il figlio Bernardino come ostaggio e a versare una cauzione, venendo infine indotto alla ribellione.

## Rivolte e guerre contro Genova
Nel 1502 scoppiò il conflitto aperto tra Rinuccio e il Banco di San Giorgio. A capo di un’armata di 200 cavalieri e 500 fanti, Rinuccio marciò verso nord sollevando le popolazioni rurali e i “caporali”. La risposta genovese fu affidata a Niccolò Doria, che, sbarcato ad Aiaccio con un contingente superiore, occupò Roccapina e Baracini, roccaforte della famiglia della Rocca. Per minarne il consenso, i Genovesi reintegrarono i figli esiliati del feudatario Carlo della Rocca, cugino e rivale di Rinuccio, riconquistando il favore delle popolazioni contadine.
Rinuccio tentò la mediazione diretta a Genova, offrendo nuovi ostaggi. Tornato nell'isola nel 1504, lanciò una seconda rivolta con il sostegno di Giudice della Rocca, figlio di Carlo, e di altri potenti signori (Ornano, Istria, Bozzi). La risposta genovese fu violenta: Niccolò Doria fece assassinare Giudice e uno dei figli di Rinuccio, tenuto in ostaggio. Di fronte a tale repressione, Rinuccio scelse l’esilio in Sardegna, portando con sé i figli Bernardino e Giudicello. Arrivati al 1507, approfittando della crisi interna della Repubblica di Genova, Rinuccio guidò una terza insurrezione. I Genovesi inviarono Andrea Doria, che devastò sistematicamente la signoria della Rocca per affamare la popolazione e isolarlo. Poco prima della battaglia decisiva, grazie all’intercessione del cognato Federico Cattaneo, ottenne un salvacondotto da Luigi XII, re di Francia e signore di Genova, e fu accolto dal governatore francese.
Nel 1510, però, tentò un ulteriore rientro in Corsica per riconquistare la propria signoria. Ma fu assassinato per vendetta da Francesco della Rocca, probabilmente parente e avversario politico. Il suo corpo fu rinvenuto nell’aprile 1511 in una grotta, trasportato ad Ajaccio e sepolto ignominiosamente fuori dalle mura cittadine.